# Klokočovité
Klokočovité (Staphyleaceae) je nevelká čeleď vyšších dvouděložných rostlin řazená dnes do řádu Crossosomatales. Jsou to dřeviny se vstřícnými složenými listy a pětičetnými květy. Čeleď zahrnuje asi 45 druhů ve 2 až 4 rodech. V Evropě roste pouze klokoč zpeřený, některé další druhy klokočů se zřídka vysazují jako okrasné dřeviny.

## Popis
Klokočovité jsou stromy a keře se vstřícnými složenými listy. Listy jsou nejčastěji lichozpeřené, řidčeji trojčetné. Čepel listů je na okraji pilovitá, se zpeřenou žilnatinou. Květy jsou pravidelné, pětičetné. Kališní i korunní lístky jsou volné nebo do různé míry srostlé. Tyčinek je 5. Semeník je svrchní, srostlý nejčastěji ze 2 až 3 plodolistů. Plodem je tenkostěnná tobolka připomínající měchýřek.

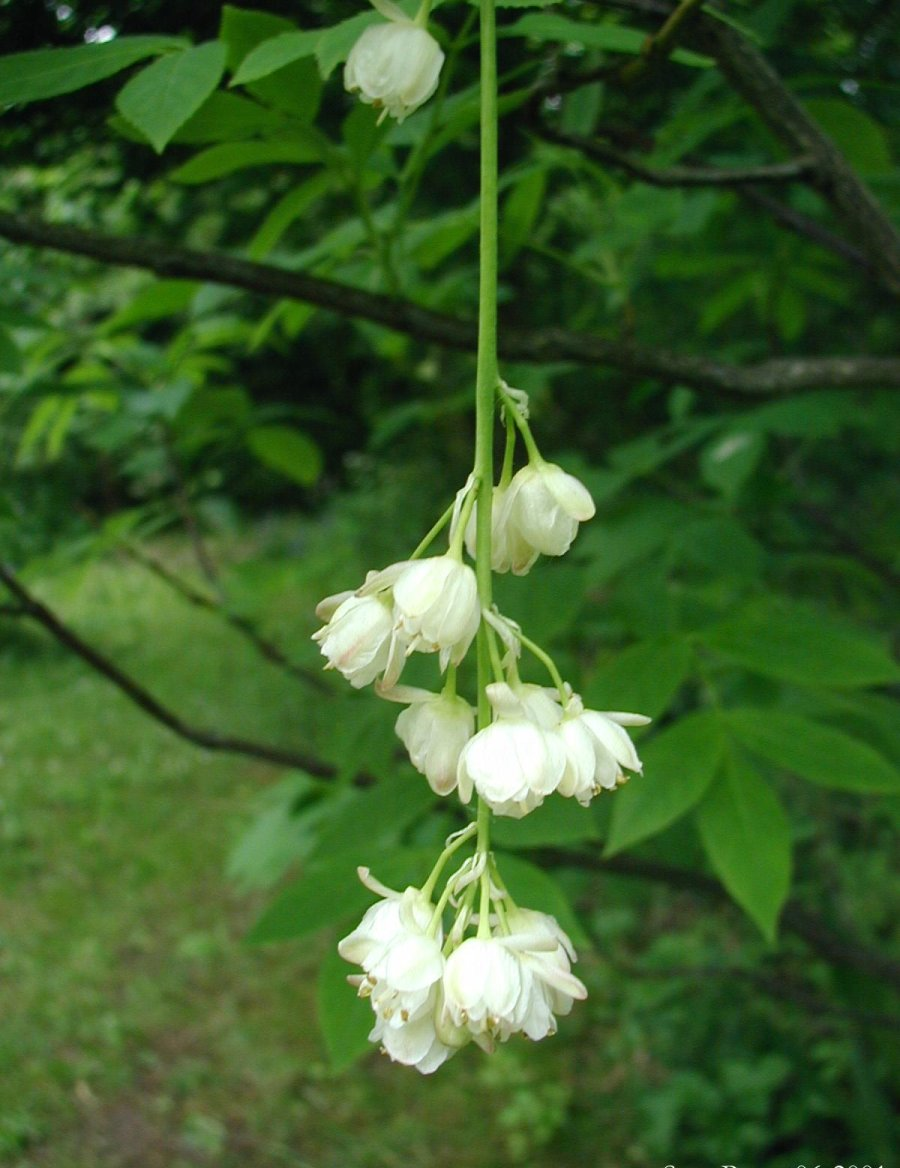
Květenství klokoče zpeřeného (Staphylea pinnata)
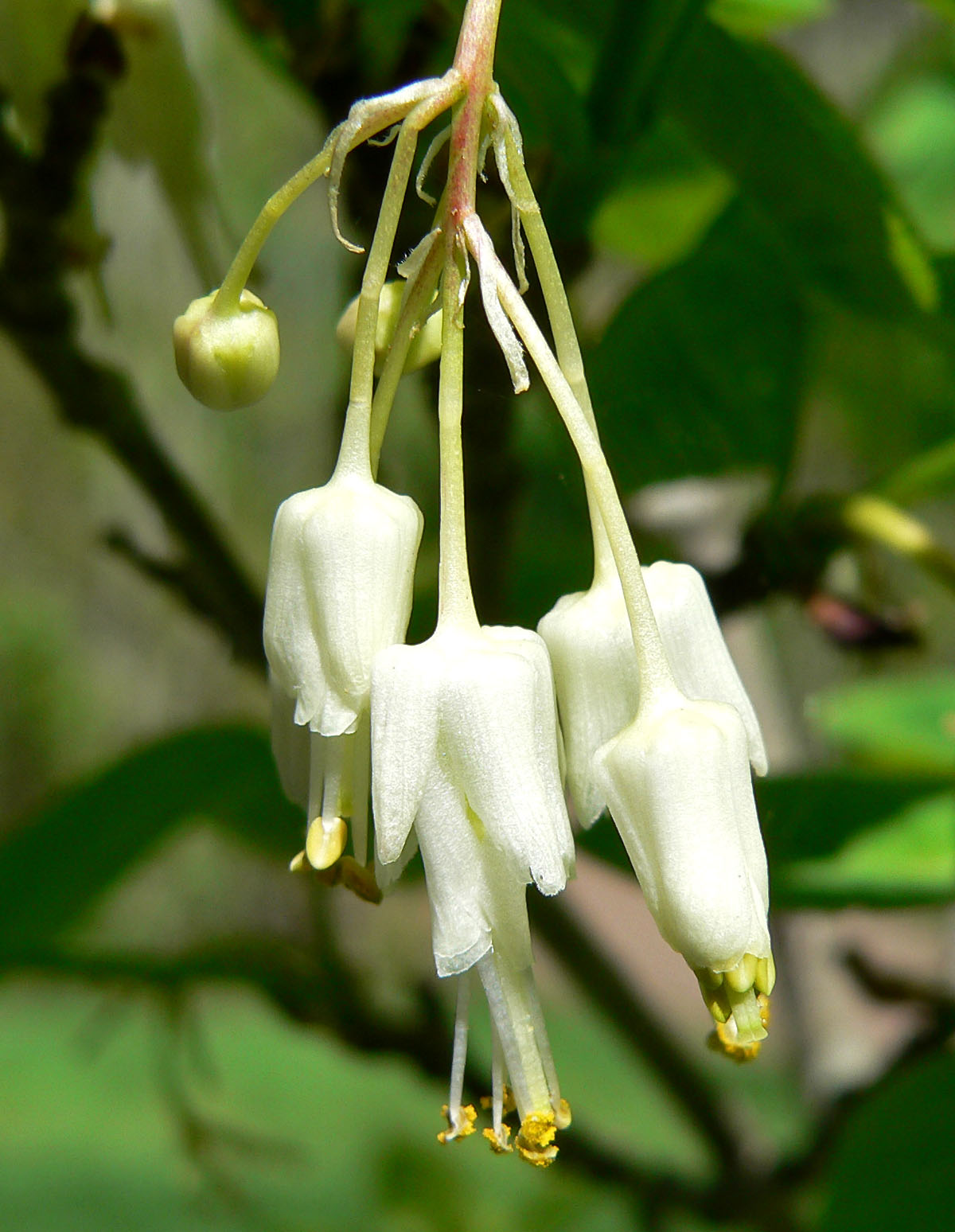
Detail květů klokoče Staphylea bolanderi
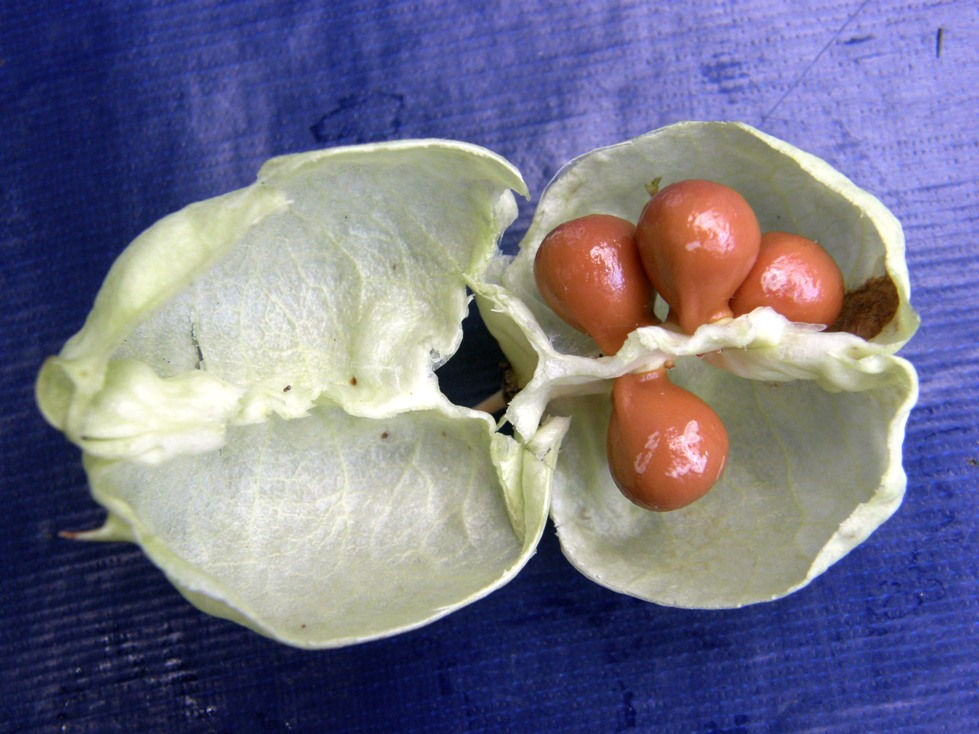
Otevřená tobolka klokoče zpeřeného (Staphylea pinnata)
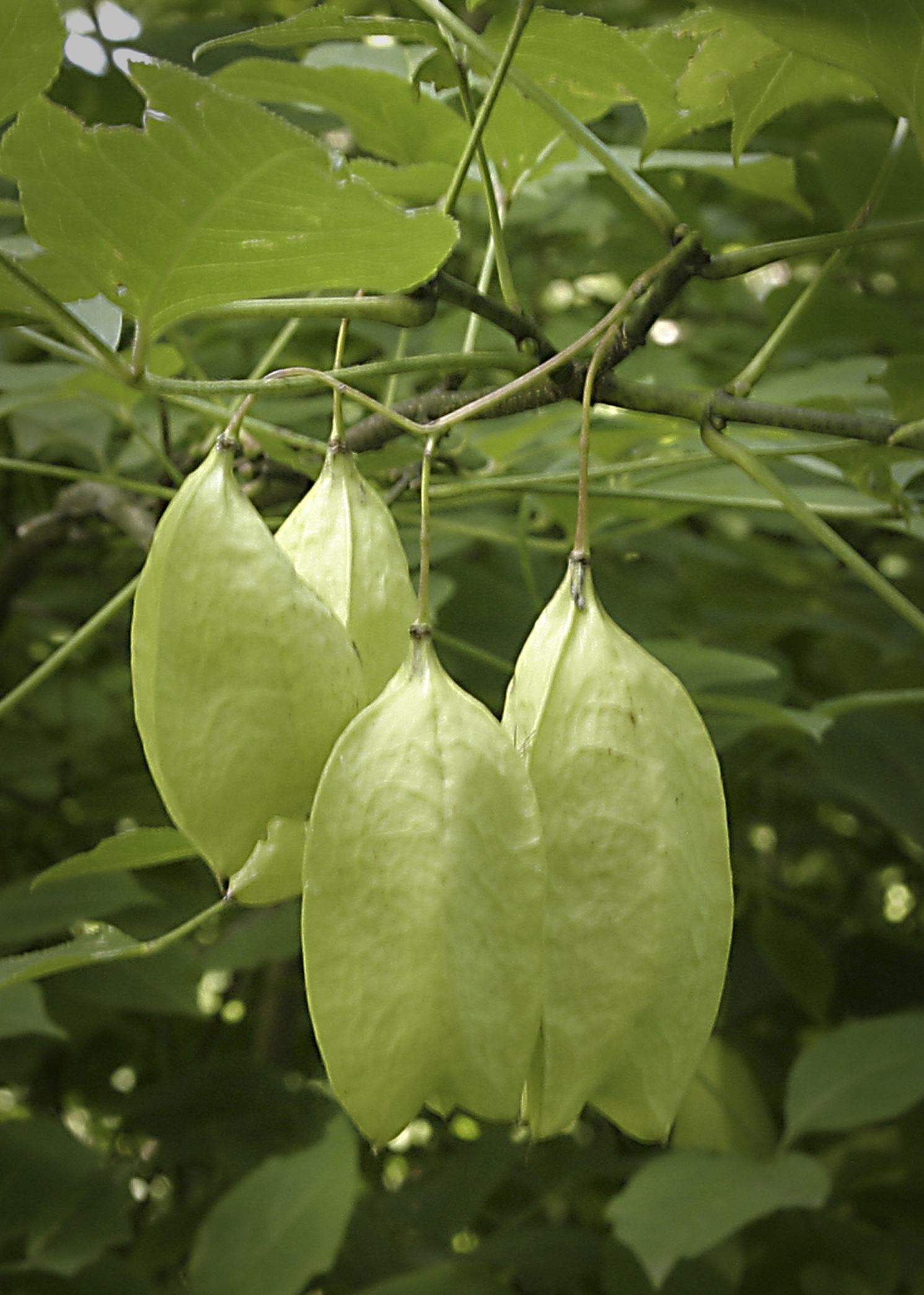
Plody klokoče trojlistého (Staphylea trifolia)

## Rozšíření
Čeleď zahrnuje 45 druhů ve 2 až 4 rodech v závislosti na taxonomickém pojetí. Je rozšířena především v severním mírném pásu, v některých oblastech však přesahuje i do tropů. Roste v Evropě, Asii od Himálaje a Číny po Japonsko a jihovýchodní Asii, v Severní Americe, v Karibiku a v horách Střední a Jižní Ameriky.
V evropské květeně jsou klokočovité zastoupeny jediným druhem, kterým je klokoč zpeřený (Staphylea pinnata).

## Taxonomie
Čeleď klokočovité byla v klasických systémech řazena jako jedna z bazálních čeledí do řádu mýdelníkotvaré (Sapindales). Za znaky shodné s mýdelníkovitými (Sapindaceae) byly považovány zejména pětičetný kalich a koruna, nektáriový disk v květech, zpeřené listy a měchýřkovité plody. Molekulární analýzou rbcL však bylo prokázáno, že zde není přímá vazba a naopak byla zjištěna příbuznost s čeledí Crossosomataceae.
Pojetí čeledi prošlo několika změnami a její rodové rozčlenění není dosud zcela vyřešeno. Rody Huertea a Tapiscia byly s nástupem molekulárního systému přeřazeny do čeledi Tapisciaceae v rámci řádu Huerteales. V klasickém pojetí zahrnovala čeleď Staphyleaceae 3 rody: Staphylea, Turpinia a Euscaphis. Později byl na základě výsledků molekulárních studií rod Euscaphis a americké druhy rodu Turpinia vřazen do široce pojatého rodu Staphylea, zatímco druhy Turpinia ze Sterého světa byly vyčleněny do rodu Dalrympelea. Podrobnější molekulární studie, vydaná v roce 2017, toto rozdělení zpochybňuje. Druhy čeledi Staphyleaceae jsou v ní uspořádány do celkem 5 kladů: 1. americké druhy Turpinia, druhy Turpinia ze Starého světa, druhy Staphylea výhradně ze Starého světa, druhy Staphylea z Ameriky a část asijských druhů tohoto rodu a Euscaphis. Taxonomická revize celé čeledi nebyla dosud vydána.

## Zástupci
- klokoč (Staphylea)
- turpinie (Turpinia, syn. Staphylea)[7]

## Význam
Některé druhy klokoče (Staphylea) jsou občas pěstovány jako okrasné dřeviny. Ze semen našeho domácího klokoče zpeřeného se dříve dělaly růžence.

## Přehled rodů
Dalrympelea, Euscaphis, Staphylea, Turpinia